# Riemer

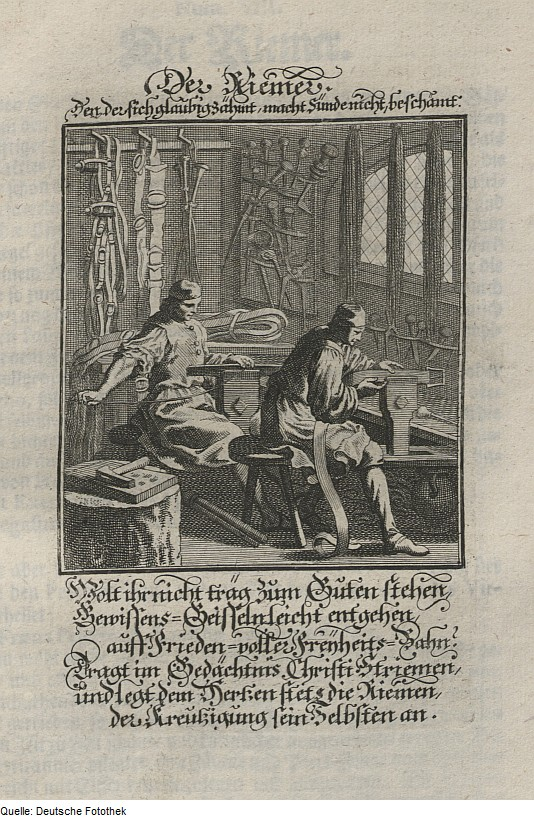
Der Riemer im Ständebuch von Christoph Weigel (1698)

Riemer ist ein ehemaliger Beruf des lederverarbeitenden Gewerbes. Im Mittelalter war die Gruppe der Riemer ein Handwerk. Meister wurden als Riemermeister oder Riemenmeister bezeichnet.
Die Riemer fertigten aus Leder Gürtel und Gurte, Wassereimer zur Brandbekämpfung, Geschirre für die Zugtiere und – wie der Name sagt – Riemen jedweder Art, etwa für Schuhe, Trommeln und Dreschflegel.
Der Riemer ist zu unterscheiden vom Schuhmacher/Schuster, Sattler und Täschner. Im Gegensatz zu Schuhmacher, Sattler und Feintäschner wird er heute nicht mehr im Verzeichnis der Handwerke (Anhang zur Handwerksordnung HandwO) aufgeführt. 
Der Beruf wurde manchmal als Doppelberuf mit dem des Sattlers ausgeübt. So war etwa Immanuel Kants Vater Johann Georg Kant Sattler- und Riemermeister. Die hauptberuflichen Riemer, deren Produkt eher aus den Lederresten hergestellt wurde, gehörten zu den ärmeren Handwerkern. Eindrucksvoll schildert Theodor Körner in einem Brief an Baronin Henriette von Pereira (vom 26. März 1813) die Lage eines Riemenmeisters. »Ich bin beim Riemenmeister Schindler in der schönen Stadt Zobten einquartiert. Die ganze Wohnung des rechtschaffenen Mannes besteht aus einer kleinen Stube. Wie wir des Tages fertig werden und Platz haben, wäre zu schwer zu beschreiben; lassen Sie sich aber ein Nachtstück zeichnen. Obenan am Fenster liegt der Meister, neben ihm auf zwei Stühlen sein vierter Erbe. An sein Bett stößt das der Frau Meisterin, die die Wiege mit dem fünften Erben zur Seite schaukelt. Darauf kommt die Türe; dann liegt der Poet auf einer Streu zwischen dieser schlecht verschlossenen Tür und einem glühenden Ofen. Zu seinem Haupte, in der sogenannten Hölle, der dritte Erbe, neben diesem im rechten Winkel die beiden ältesten Kinder, Nr. 1 und 2, in einem großen Verschlag; den Zug schließt der Geselle, ebenfalls auf einer Streu, mit den Füßen am zweiten Fenster, so daß ein schnarchendes Hufeisen von Schlummernden gebildet wird.«

## Name
Wie viele andere (ehemalige) Berufsbezeichnungen, so ist auch Riemer heutzutage ein Familienname im deutschen Sprachraum.